# Kang Yoon-seok (Eishockeyspieler)
Kang Yoon-seok (* 23. September 1992 in Seoul) ist ein südkoreanischer Eishockeyspieler, der seit 2018 bei Anyang Halla aus der Asia League Ice Hockey unter Vertrag steht und dort auf der Position des Stürmers spielt.

## Karriere
Kang Yoon-seok begann seine Karriere als Eishockeyspieler in der Mannschaft der Kyung Bock Highschool. Als 19-Jähriger wechselte er in die Mannschaft der Yonsei-Universität, wo er vier Jahre spielte. Dabei wurde er 2012 zum besten Rookie und 2015 zum wertvollsten Spieler des 59. koreanischen College-Cups gewählt. Nach einem kurzen Zwischenspiel bei den Dongyang Eagles Koreanischen Amateurliga wechselte er zu den Nikkō IceBucks nach Japan in die Asia League Ice Hockey. Bereits 2016 kehrte er aber nach Südkorea zurück und spielte zunächst ein Jahr für Daemyung Sangmu, den Militärsportverein der koreanischen Streitkräfte, der sich gerade aus der Asia League in den Amateurbereich verabschiedet hatte. Anschließend ging er zu Anyang Halla und damit in die Asia League zurück, die er mit dem Klub 2023 gewinnen konnte. Dabei erzielte er in der 91. Minute des letzten Spiels der Best-of_Five Endspielserie den entscheidenden Treffer zum 2:1-Erfolg.

### International
Für Südkorea nahm Kang Yoon-seok bereits an den U18-Weltmeisterschaften 2009 in der Division II und 2010 in der Division I sowie der U20-Weltmeisterschaft 2012 in der Division II teil. Es folgten die Teilnahme am U20 Challenge Cup of Asia 2012, bei denen die Südkoreaner Dritter wurden, und mit der südkoreanischen Studentenauswahl die Teilnahme an der Winter-Universiade 2015 im spanischen Granada.
In der Herren-Auswahl Südkoreas wurde er erstmals in der Saison 2015/16 eingesetzt. Zu seinem ersten Turnier kam er aber erst bei der Weltmeisterschaft 2022 in der Division I, in der er auch 2023, als er beim 5:2-Erfolg gegen Rumänien sein erstes Länderspieltor erzielte, spielte.

## Erfolge und Auszeichnungen
- 2009 Aufstieg in die Division I bei der U18-Weltmeisterschaft der Division II, Gruppe A
- 2012 Bester Rookie des koreanischen College-Cups
- 2015 Wertvollster Spieler des 59. koreanischen College-Cups
- 2023 Gewinn der Asia League Ice Hockey mit Anyang Halla

## Statistik
(Stand: Ende der Saison 2022/23)